# Carl G. Fisher
Carl Graham Fisher (Greensburg, Indiana (EUA), 12 de Janeiro de 1874 - Miami Beach, Flórida, 15 de Julho de 1939) foi um empresário americano, conhecido pelo seu trabalho no Indianapolis Motor Speedway.

## Biografia
Apesar de seu forte astigmatismo, ele se tornou um pioneiro aparentemente incansável e defensor da indústria de automóveis e das corridas. Ele contribuiu para o desenvolvimento e a conceituação da Lincoln Highway.
Durante os anos de 1920 a 1925 que, de Miami Beach, até então um mangue, fazendo um paraíso de férias. Em Montauk tentou a mesma coisa para o Long Island em Nova Iorque, para transformá-lo em um "Miami Beach do Norte". Entretanto, ocorreu um furacão e então tudo foi desconstruído e isso foi construído em Miami Beach e em 1932, Fisher foi à falência. em 1938, ele iniciou a criação de ainda do Caribbean Club no Key Largo, mas não viu a sua abertura, pois falece em 1939.

### O começo das corridas de automóveis noIndianapolis Motor Speedway
Em 1909, Fisher se juntou a um grupo de empresários de Indianápolis, em um novo projeto. Ele(Fisher), Arthur C. Newby(Presidente nacional), Frank H. Wheeler (fabricante do carburador Schebler-Wheeler) e James A. Allison (parceiro em Prest-O-Lite) investiu em que se tornou o Indianapolis Motor Speedway, que agora está rodeado pela cidade de Indianápolis. A primeira corrida de automóveis ocorreu em agosto de 1909 terminou em tragédia. O pavimento da pista levou a inúmeros acidentes, incêndios, terríveis ferimentos para pilotos de carros de corrida e espectadores e mortes. A corrida que interrompida e cancelada quando concluída apenas no meio do caminho.
Fisher convenceu os investidores para instalarem 3,2 milhões de tijolos como pavimento, levando ao famoso apelido "The Brickyard"(Isto persiste, apesar de que desde então sido ressurgiu). Com o circuito reaberto e no Memorial Day(tradição que segue até os dias atuais), 30 de maio de 1911, 80.000 espectadores com preço de US$ 1 (e muitos milhares mais não remunerados com vista em árvores e prédios) assistiram o evento de 500 milhas (800 quilômetros), o primeiro de uma longa História e cronologia centenária de corridas, conhecidas como as 500 Milhas de Indianápolis.

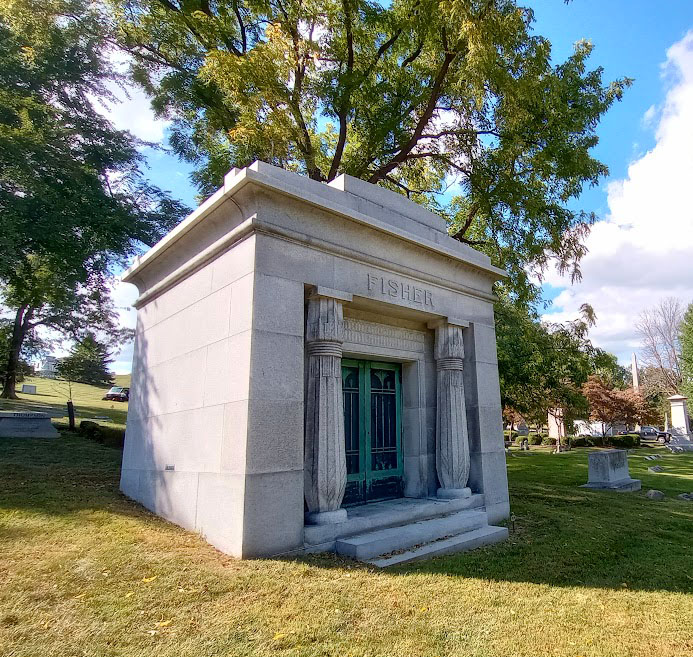
Mausoléu de Carl Fisher e familia no Cemitério Crown Hill, Indianápolis

## Literatura
- Mark S. Foster: Castles in the Sand - The Life and Times of Carl Graham Fisher. Gainesville 2000. ISBN 0-8130-1809-9